# FK Darida
FK Darida (Wit-Russisch: ФК Дарыда Мінскі раён) was een Wit-Russische voetbalclub uit de hoofdstad Minsk.

## Geschiedenis
In 2000 werd de club kampioen in de derde klasse en na twee seizoenen tweede klasse werd een nieuwe titel behaald. Van 2003 tot en met 2008 speelde de club in de Opperste Liga, hoogste klasse. De beste plaats was de achtste in 2006. De club is opgeheven in 2008 vanwege financiële problemen.